# 1915 en Australie
Chronologie de l'Australie
- 1911
- 1912
- 1913
- 1914
- 1915
- 1916
- 1917
- 1918
- 1919

Cette page concerne les évènements survenus en 1915 en Australie :

## Évènement
- Sécheresse en Australie (1911-1916) (en)
- 1er janvier : Bataille de Broken Hill (en)
- 25 avril : La tradition de l'Anzac commence pendant la Première Guerre mondiale avec un débarquement dans la  péninsule de Gallipoli sur la côte turque.
- 30 avril : Le sous-marin australien HMAS AE2 est coulé en mer de Marmara.
- 6 juin : Ouverture de l'aciérie BHP à Newcastle, en Nouvelle-Galles du Sud.
- 19 juillet : Albert Jacka devient le premier Australien à recevoir la croix de Victoria pendant la Première Guerre mondiale.
- 9 août : Alexander Burton (en) meurt lors de la bataille de Lone Pine (en) (Gallipoli, Turquie). Il est décoré de la croix de Victoria.
- 24 août : Le village de Holbrook est renommée(ancien nom : Germanton).
- 10 octobre : 26 hommes quittent Gilgandra pour la marche de Cooee, la première des marches des boules de neige (en) de la Première Guerre mondiale. Dans chaque ville du parcours, ils crient « cooee (en) » pour attirer les recrues ; la marche arrive à Sydney le 12 novembre avec 263 recrues.
- 27 octobre : Billy Hughes devient le septième Premier ministre d'Australie et le premier à effectuer des mandats consécutifs.
- 20 décembre : Fin de l'évacuation des ANZAC de Gallipoli avant l'aube.

## Littérature
- A Sport from Hollowlog Flat (en) d'Arthur Wright.
- The Songs of a Sentimental Bloke (en) de C.J. Dennis (fin de la publication)

## Science
- 10 décembre : Les scientifiques, père et fils, William Henry Bragg et William Lawrence Bragg reçoivent le prix Nobel de physique.

## Naissance
- Charlotte Anderson (en), scientifique.
- John Burton, diplomate.
- Manning Clark, historien.
- Donald Friend, écrivain.
- Bob Quinn (en), footballeur australien.
- Mary Ward (en), actrice.

## Décès
- Thomas Alexander Browne (en), écrivain.
- Thomas Playford, personnalité politique.
- George Randell, homme d'affaires et personnalité politique.
- William Henry Strahan (en), militaire et écrivain.
- James Wilkinson (en), personnalité politique.